# Mura di Malmantile
Le mura di Malmantile circondano il borgo antico dell'omonima frazione di Lastra a Signa, in provincia di Firenze. Si tratta di uno dei migliori esempi in Toscana di borgo medievale fortificato, anche perché l'insediamento successivo sorse a breve distanza, non interessando la parte più antica.

## Storia
Non si conosce la fondazione dell'insediamento ma si suppone che fosse un avamposto militare sulla strada tra Firenze e Pisa dove in seguito si sviluppò un piccolo centro abitato. La cerchia attuale risale al 1424 ed è tra i primi esempi toscani di cinta con apparato a sporgere, il più usato nei secoli successivi nella regione. La costruzione pare che venne supervisionata da Filippo Brunelleschi, attivo contemporaneamente anche alle vicine mura di Signa e di Lastra a Signa.
Nel 2018 è stato approvato l'intervento per il restauro di Porta Fiorentina grazie ad una donazione privata.

## Descrizione
Il tracciato quadrangolare misura 125 per 70 metri e forma un rettangolo quasi perfetto, col lato lungo parallelo alla strada. Al centro dei lati brevi si aprono due porte, unite da un unico asse viario (l'attuale via Francesco Ferrucci) che va da nord-est a sud-ovest. Le mura sono conservate lungo tutto il perimetro, ma l'apparato a sporgere è quasi scomparso, tranne alcuni punti (a sud-ovest) dove si vedono ancora i beccatelli lapidei del tipo a quattro sporti stondati che reggono archetti in laterizio leggermente acuti. Qui sono presenti anche le caditoie per la difesa piombante, assenti a Lastra a Signa. Il tutto è coronato da un camminamento con parapetto in materiale più fine di quello usato per le mura. Alla base la scarpa delle mura è unita alla parete senza redondone.
Le due porte hanno archi a tutto sesto e sono rafforzate da un avancorpo verso l'esterno, con feritoie sui lati. alcune finestre sulle mura sono più tarde e pertinenti a case che vi vennero costruite addossate.
Ai quattro angoli si ergono torri a base quadrata, più due torri rompitratta, più alte, che sono situate al centro dei lati lunghi. La più grande, sul lato della strada, è anche quella meglio conservata.

## Galleria d'immagini

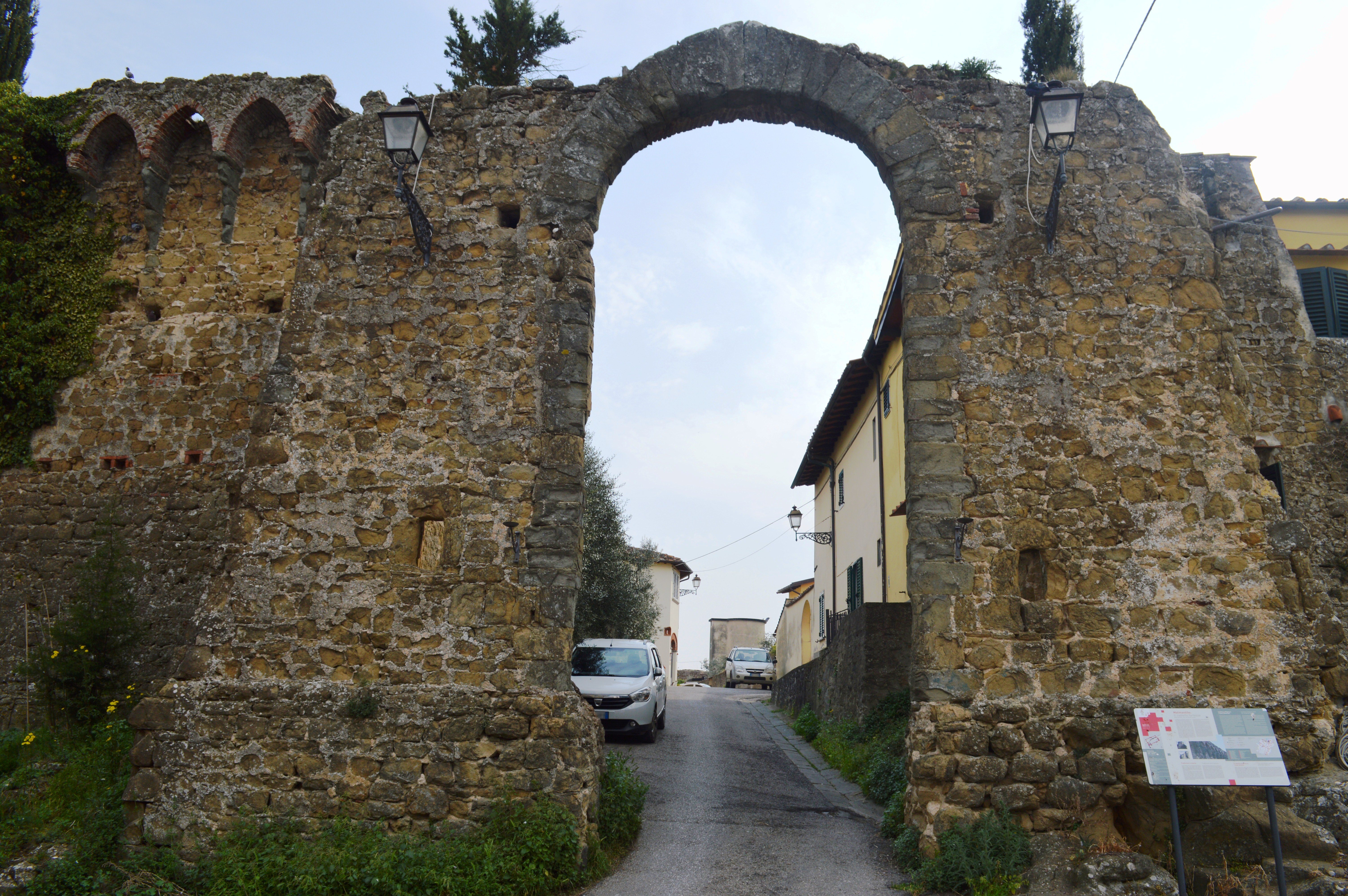
Porta Pisana
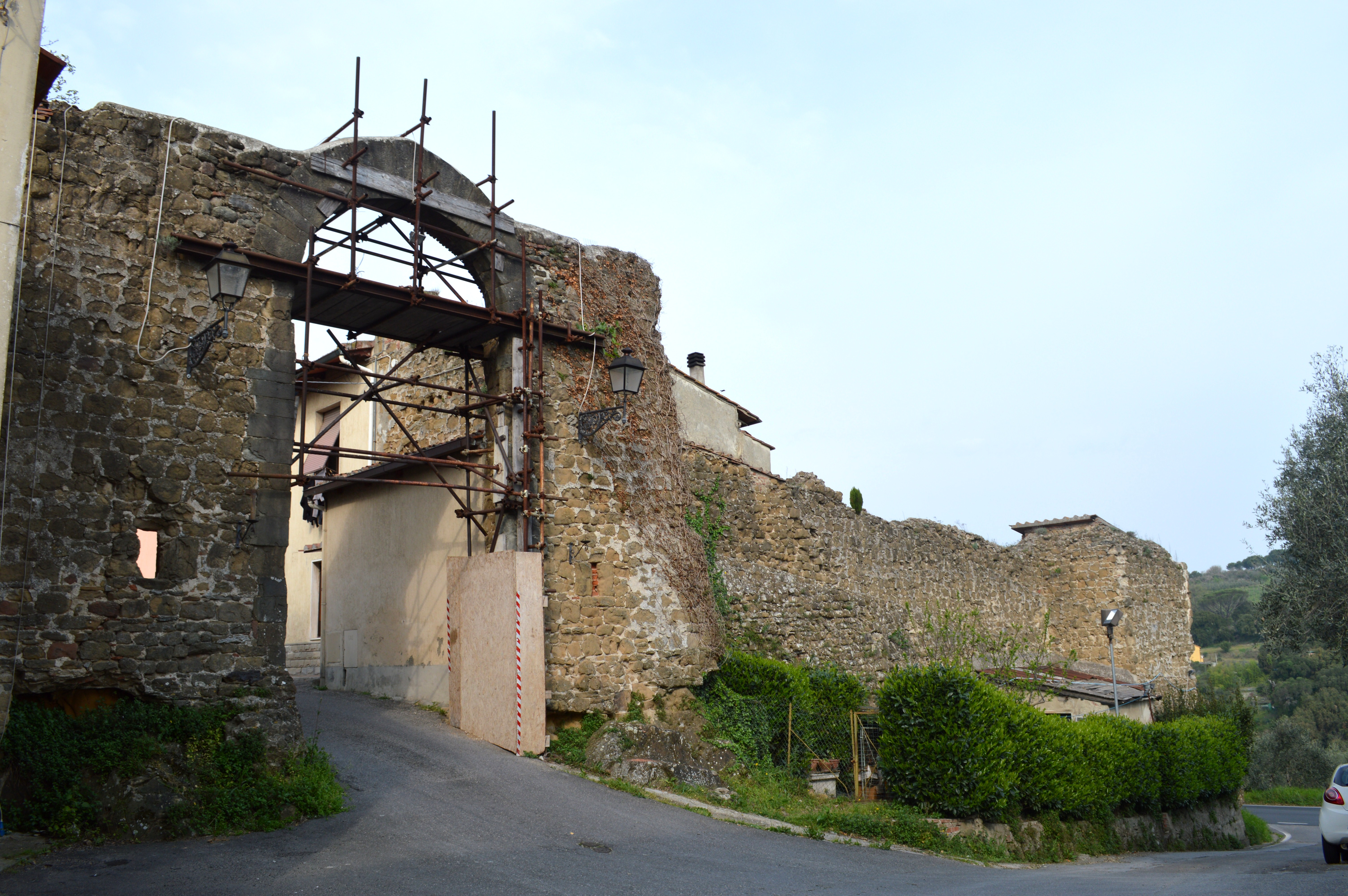
Porta Fiorentina e torre nord-est
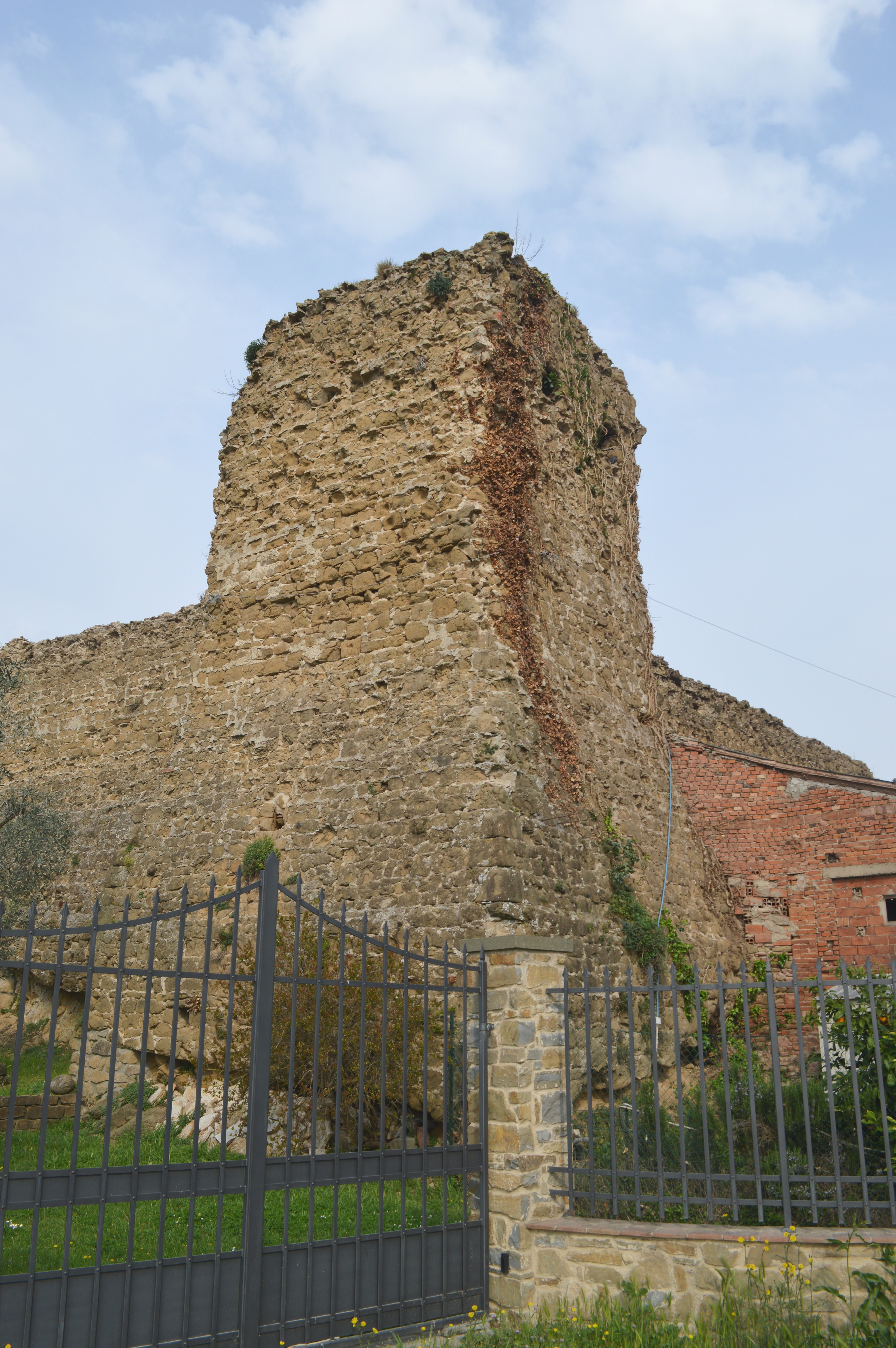
Torre sud-est
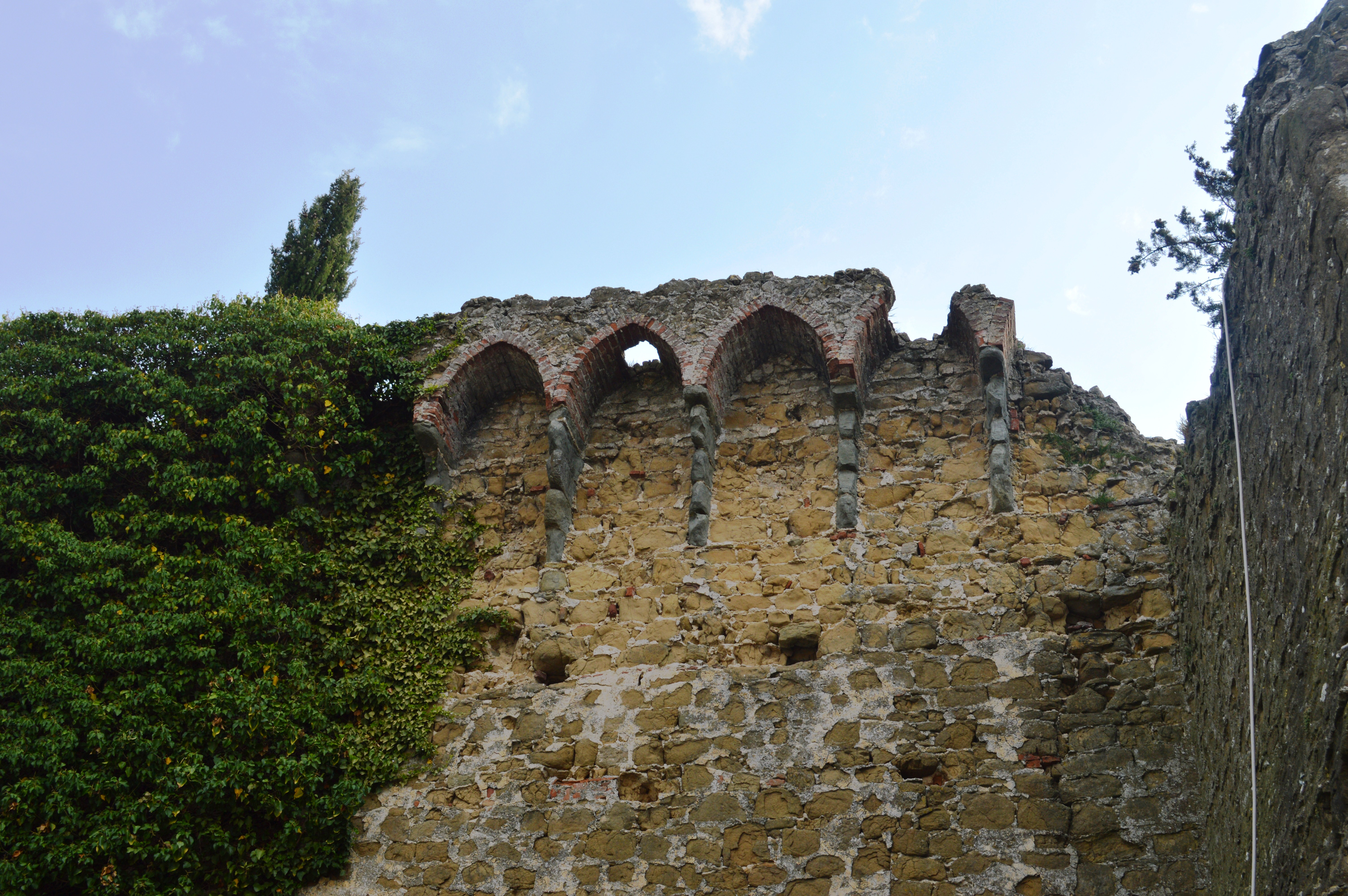
Archetti pensili nei pressi di porta Pisana
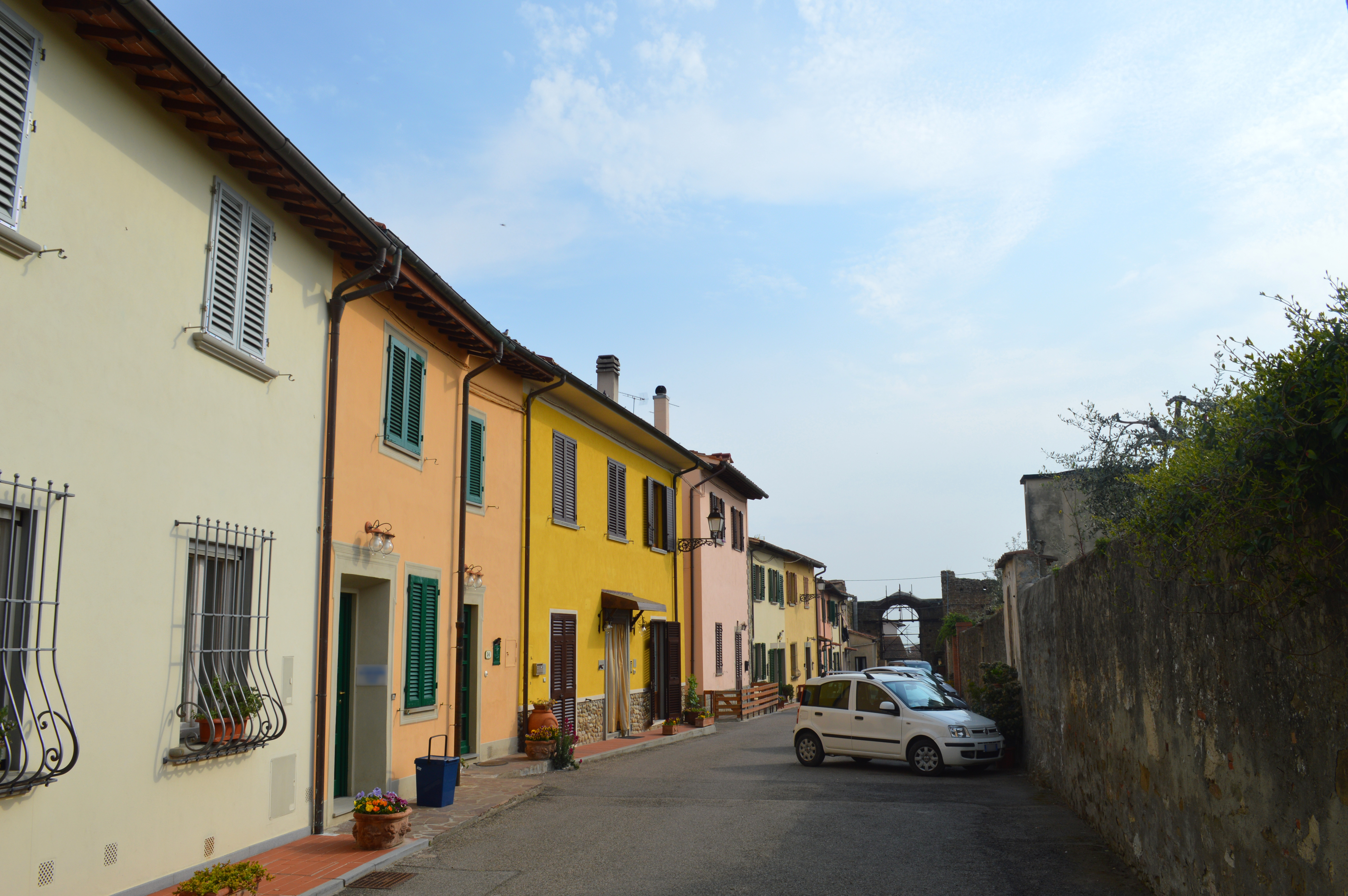
Via Francesco Ferrucci verso porta Fiorentina